# بیاروم
بیاروم (نام علمی: Biarum)، سرده‌ای از گیاهان گل‌دار از خانواده گل‌شیپوریان است. این گیاه از گیاهان بومی خاورمیانه، جنوب اروپا (اسپانیا، پرتغال، ایتالیا، بالکان) و شمال آفریقا تشکیل شده است. بیاروم اغلب در شکاف‌های سنگ و خاک‌های سنگ‌ریزه‌ای که عمدتاً از سنگ آهک تشکیل شده است، یافت می‌شود.
برگ‌های بیاروم می‌تواند شبیه علف یا حتی بیضی باشد. بنه آنها کروی است و گیاهان به‌طور کلی کوچک هستند. بسیاری از بیاروم‌ها از نظر ظاهری کاملاً شبیه به آروم‌ها هستند. برای گلدهی بیاروم نیاز به یک دوره استراحت خشک در تابستان است. گل‌آذین آنها نزدیک به زمین رشد می‌کند و بوی بسیار شدید و نامطبوعی تولید می‌کند. میوه‌های تولید شده به گونه‌ای استتار می‌شوند که شبیه سنگ‌ها هستند. کاملاً مشخص نیست که چگونه آنها پراکنده می‌شوند، اما یک ایده این است که آنها برای جلوگیری از پراکندگی بذر فرگشت یافته‌اند، زیرا انجام این کار در چنین محیط‌های نامناسب ممکن است برای تولیدمثل آن مفید نباشد.

## گونه‌ها
1. Biarum aleppicum J.Thiébaut - سوریه
2. Biarum angustatum (Hook.f.) N.E.Br. - سوریه، اسرائیل
3. Biarum auraniticum Mouterde - سوریه
4. Biarum bovei Blume - ترکیه، سوریه، لبنان، اسرائیل، اردن، عراق، ایران
5. Biarum carduchorum (Schott) Engl. - ترکیه، سوریه، لبنان، اسرائیل، اردن، عراق، ایران
6. Biarum carratracense (Willk.) Font Quer - جنوب اسپانیا
7. Biarum crispulum (Schott) Engl. - ترکیه، سوریه
8. Biarum davisii Turrill - کرت
9. Biarum dispar (Schott) Talavera - جنوب اسپانیا، ساردینیا، الجزیره، لیبی، تونس، مراکش
10. Biarum ditschianum Bogner & P.C.Boyce - ترکیه، جزیره کاستلوریزو یونان
11. Biarum eximium (Schott & Kotschy) Engl. - ترکیه، اردن
12. Biarum fraasianum (Schott) Nyman - یونان
13. Biarum kotschyi (Schott) B.Mathew ex Riedl - ترکیه
14. Biarum marmarisense (P.C.Boyce) P.C.Boyce - ترکیه، جزیره سیمی یونان
15. Biarum mendax P.C.Boyce - جنوب اسپانیا، استان آلتو النتژو پرتقال
16. Biarum olivieri Blume - مصر، اسرائیل
17. Biarum pyrami (Schott) Engl. - ترکیه، سوریه، لبنان، اسرائیل، اردن
18. Biarum rhopalospadix K.Koch - یونان
19. Biarum straussii Engl. - ایران، عراق
20. Biarum (Spreng.) Riedl - ترکیه، سوریه
21. Biarum tenuifolium (L.) Schott - مراکش، پرتقال، اسپانیا، ایتالیا، یونان، آلبانی، یوگسلاوی، ترکیه

## نگارخانه

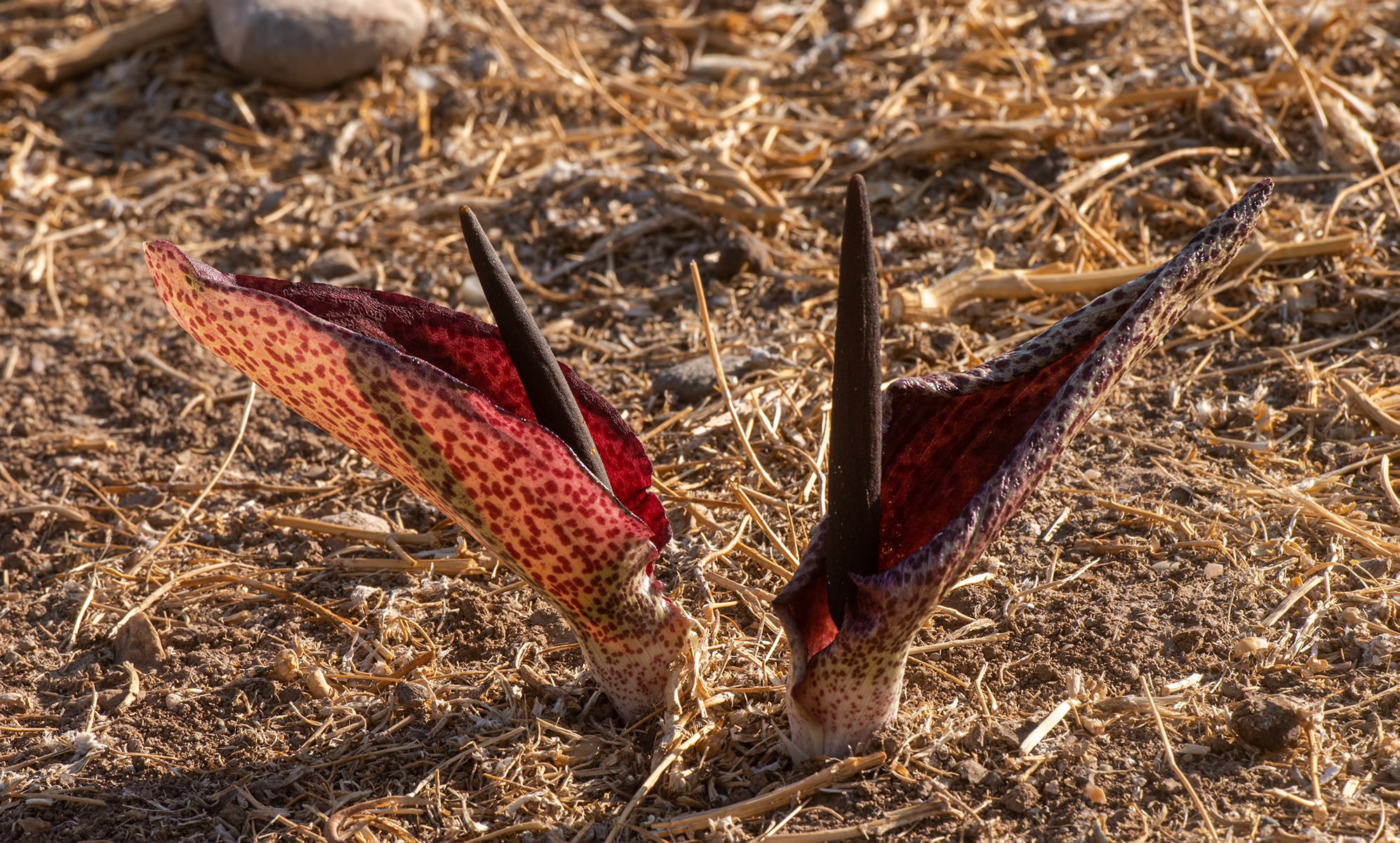
B. aleppicum
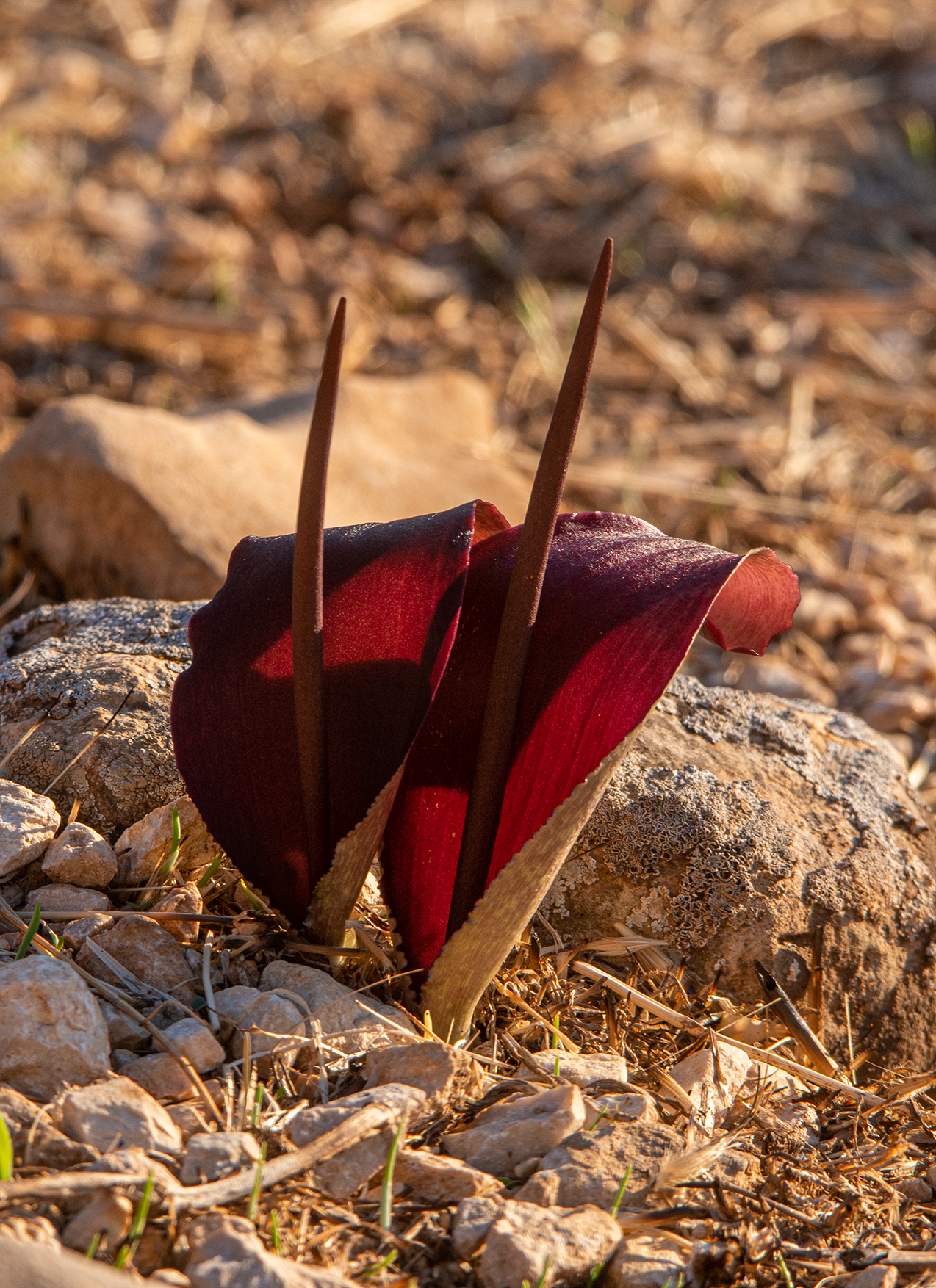
B. carduchorum
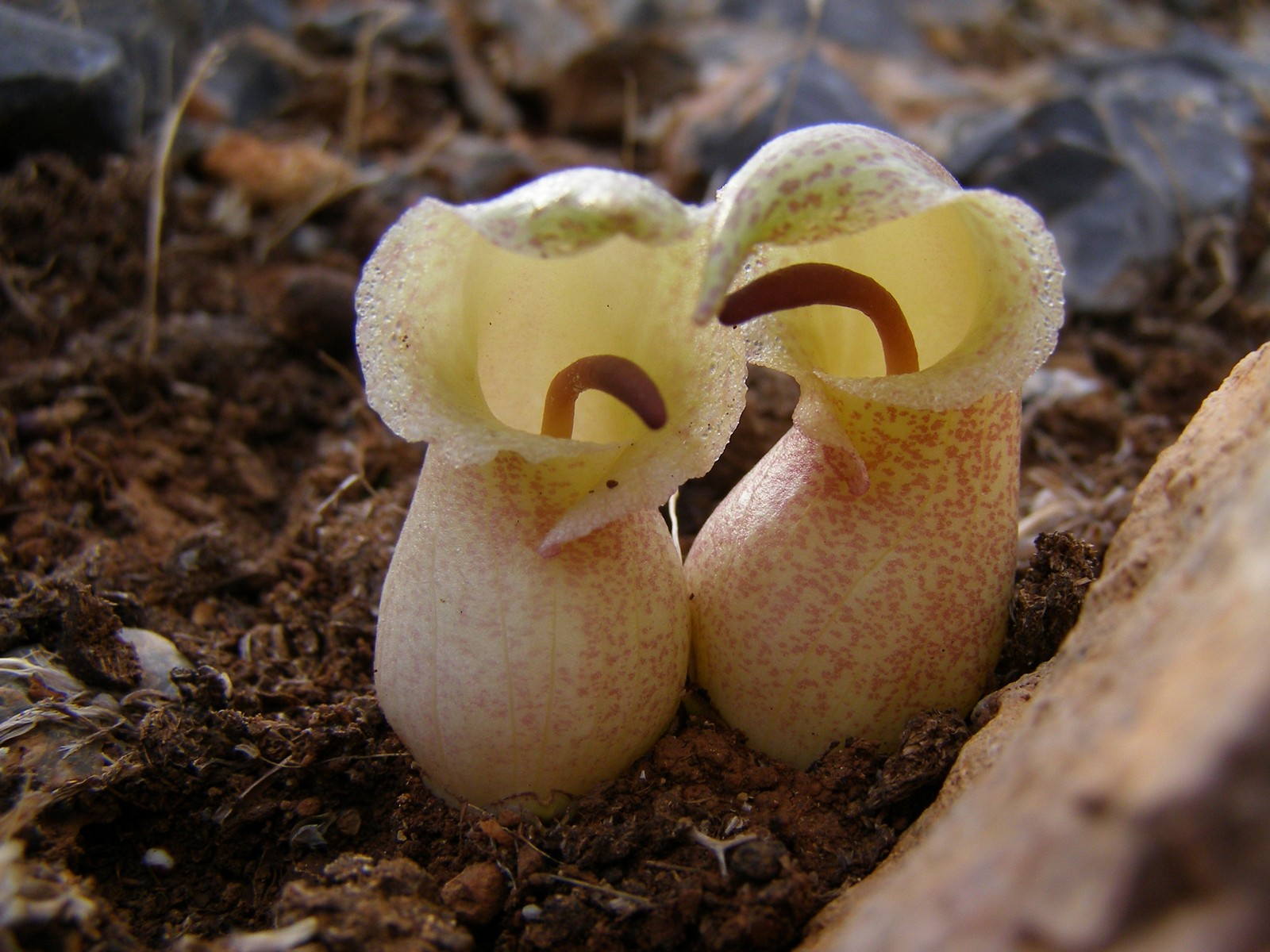
B. davisii
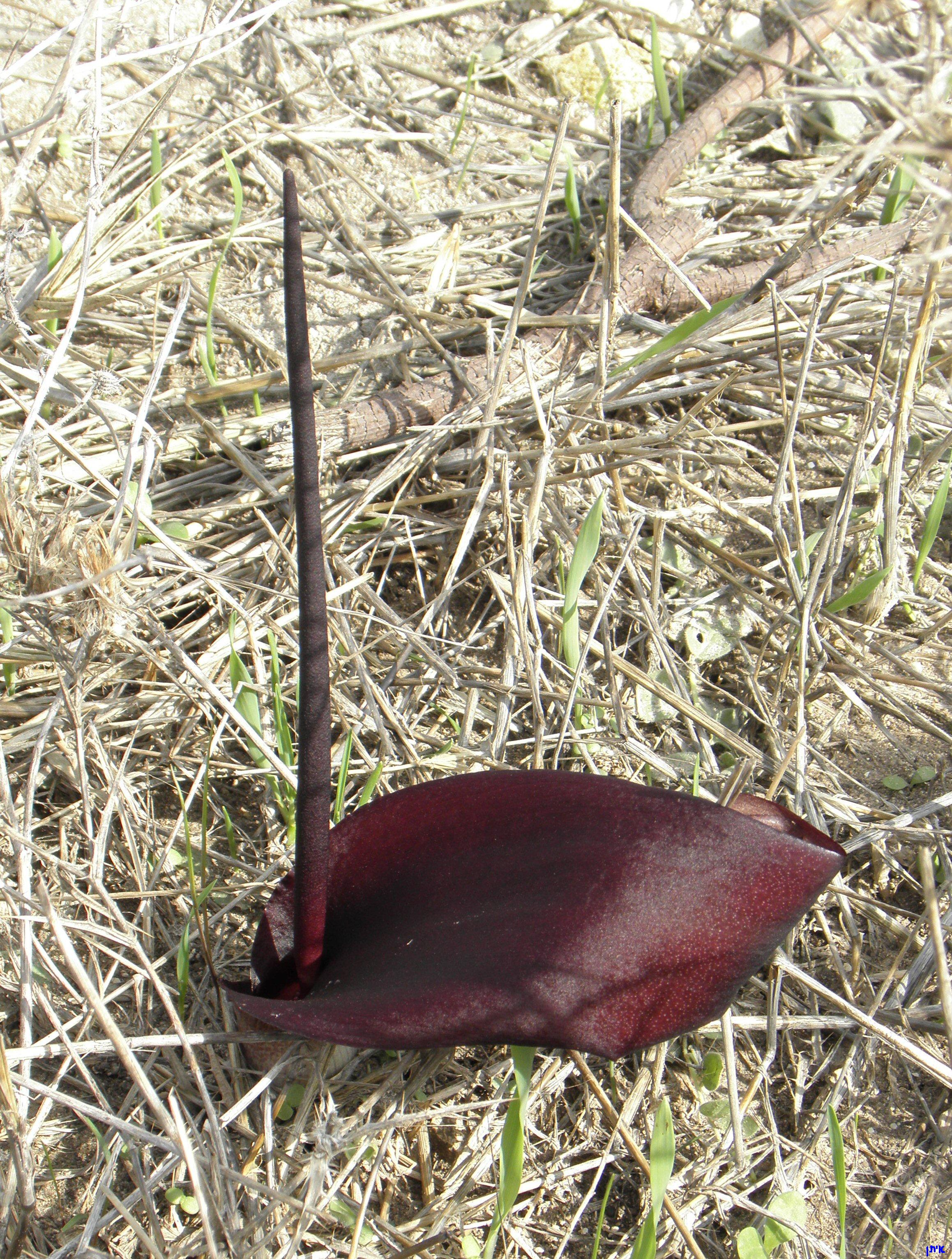
B. pyrami
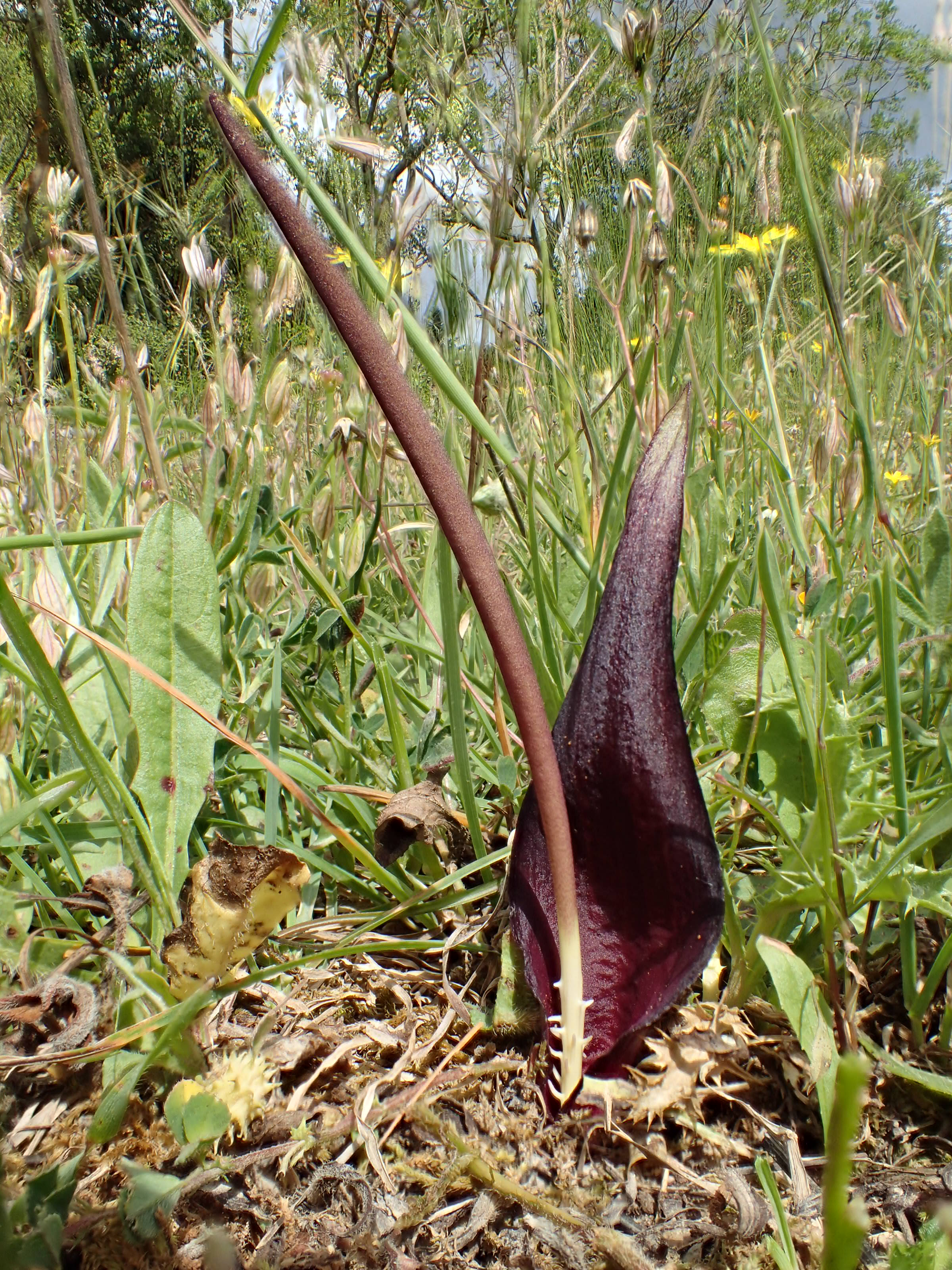
B. tenuifolium
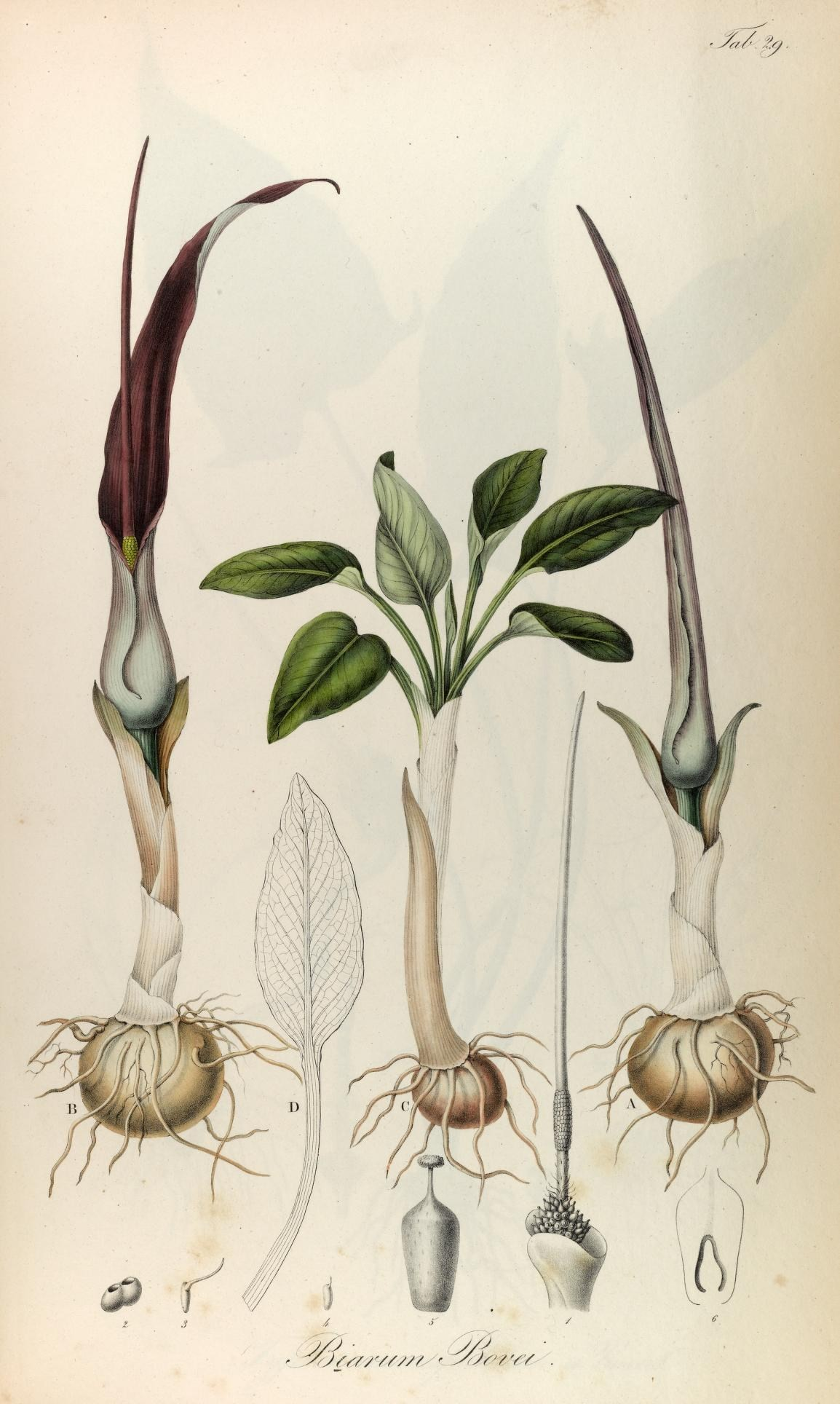
B. bovei
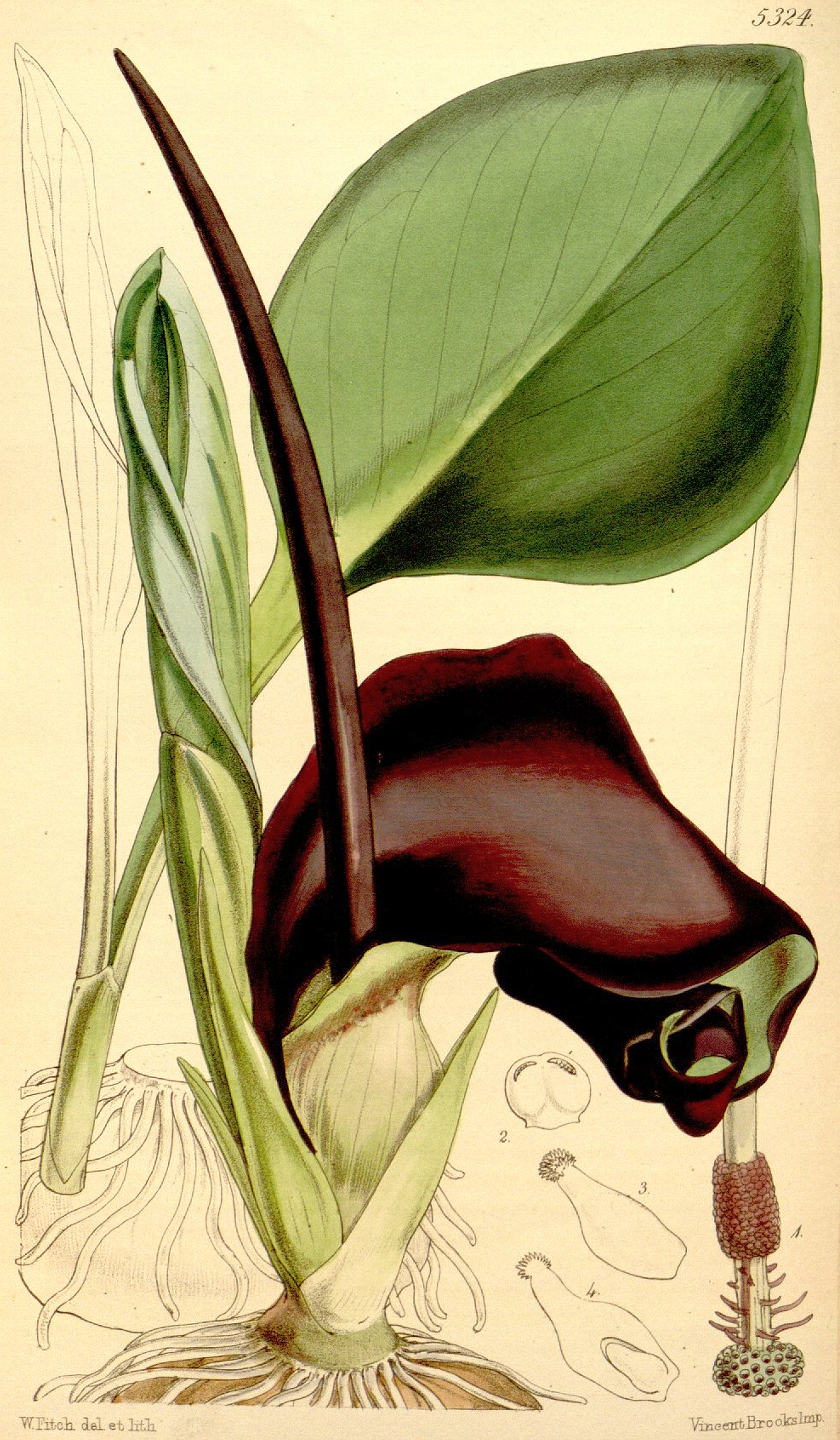
B. pyrami